# Martin Buber
Martin Buber (pronunciación en alemán: /ˈmaʁtiːn̩ ˈbuːbɐ/ⓘ; Viena, 8 de febrero de 1878 - Jerusalén, 13 de junio de 1965) fue un filósofo y escritor judío austríaco-israelí. Es conocido por su filosofía de diálogo y por sus obras de carácter existencialista. Sionista cultural, anarquista filosófico, existencialista y partidario de "una tierra para dos pueblos" buscando el diálogo entre judíos y árabes en Palestina.

## Biografía
Martin (en hebreo: Mordechai) Buber nació el 8 de febrero de 1878 en Viena en el seno de una familia de eruditos judía. Sus padres se divorciaron y no tuvo otra salida que pasar gran parte de su niñez en la casa de sus abuelos Salomon Buber y Adela Buber, situada en Leópolis (en la actualidad Ucrania). Buber era políglota: en su casa se hablaba yidis y alemán, en su infancia aprendió el francés y el hebreo, y en la escuela secundaria aprendió polaco.
En 1896, Buber se fue a estudiar a la Universidad de Viena, y en 1898 se unió al movimiento sionista, participando en diversos congresos. En 1899 asistió al Tercer Congreso Sionista, tomando influencias de Ahad Ha'am, y se fue a estudiar a Zúrich. Allí, Buber conoció a Paula Winkler, de Múnich, la que pronto se convertiría en su esposa, y dos años más tarde, tendría dos hijos: Rafael y Eva. 
En 1901 empezó a editar una revista de clara tendencia sionista: Die Welt ("El Mundo"), pero a Theodor Herzl no le agradaban para nada las ideas políticas y sociales de Buber, por lo que este tuvo que abandonar la revista. 
En 1904, Buber se dedicó plenamente al estudio y a la escritura, y dio a conocer al público su tesis: Beiträge zur Geschichte des Individuationsproblems (Contribuciones a la historia del problema de la individuación) . . Un par de años más tarde, tradujo una serie de textos y cuentos del autor Rebe Nachman de Breslov al alemán, y tuvo una buena aceptación.
En la época entre 1910 y 1914, Buber estudió y escribió sobre textos místicos. Durante la Primera Guerra Mundial, ayudó a establecer la Comisión Nacional Judía para mejorar la condición de los judíos que vivían en la Europa del Este. En 1916 fundó un periódico mensual: Der Jude ("El Judío"), que solo duró hasta 1924. 
En la época que transcurre desde 1923 hasta 1933, Buber fue un profesor reconocido en la Universidad de Fráncfort. También trabajó conjuntamente con Franz Rosenzweig para traducir la Biblia hebrea (Antiguo Testamento) al alemán. Entre los años 1926 y 1928 edita una publicación titulada Die Kreatur (La Criatura).
En 1933, después del ascenso de Hitler al poder, fundó la Oficina Central para la Educación Judía Adulta, que fue de mucha importancia y de gran ayuda después de la prohibición de asistencia de los judíos a las escuelas públicas, a pesar de que el partido nazi obstruyó todo lo posible esta organización.
En 1938 emigró al entonces Mandato británico de Palestina, instalándose en Jerusalén, donde enseñó filosofía social en la Universidad Hebrea de Jerusalén, llegando a ser jefe del Ihud, un movimiento que apoyaba la cooperación entre árabes y judíos. En 1946 publicó su trabajo Paths in Utopia, en el que detalló sus puntos de vista y, sobre todo, su teoría de la Comunidad de Diálogo.
En 1951 recibe el Premio Goethe de la Universidad de Hamburgo, y en 1953 es obsequiado con el Premio Paz de la Cámara del Libro alemana. En 1963 recibe el Premio Erasmus.

## Temas principales
El estilo de escritura de Buber, evocador y a veces poético, marcó los temas principales de su obra: la narración de cuentos hasídicos y chinos, comentarios bíblicos y diálogo metafísico. Sionista cultural]], Buber participó activamente en las comunidades judías y educativas de Alemania e Israel. También fue un firme partidario de una solución binacional en Palestina y, tras el establecimiento del Estado judío de Israel, de una federación regional de Israel y los Estados árabes. Su influencia se extiende a través de las humanidades, en particular en los campos de psicología social, filosofía social, y existencialismo religioso.
La actitud de Buber hacia el sionismo estaba ligada a su deseo de promover una visión del "humanismo hebreo". Según Laurence J. Silberstein, la terminología del "humanismo hebreo" se acuñó para "distinguir la forma [de Buber] de nacionalismo de la del movimiento sionista oficial" y para señalar cómo "el problema de Israel no era sino una forma distinta del problema humano universal". En consecuencia, la tarea de Israel como nación distinta estaba inexorablemente vinculada a la tarea de la humanidad en general".

## Puntos de vista sionistas

### Antes de 1915: Primeros contactos con el sionismo

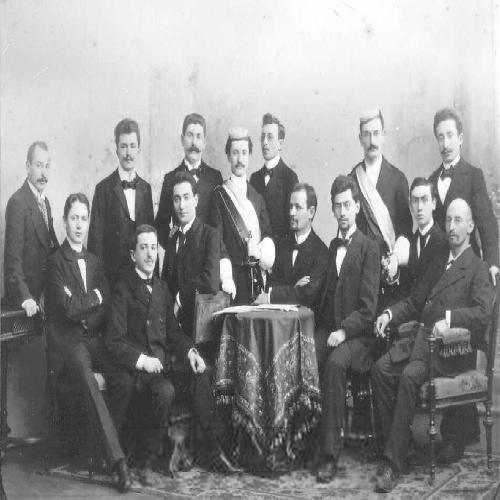
La Asociación de Estudiantes Judíos de Leipzig, con Buber en el centro (1899).

Abordando el sionismo desde su propio punto de vista personal, un joven Buber discrepaba con Theodor Herzl acerca de sus respectivas posturas sobre el sionismo. Herzl no concebía el sionismo como un movimiento con objetivos religiosos. Por el contrario, Buber creía que el potencial del sionismo era el enriquecimiento social y espiritual. Por ejemplo, Buber sostenía que, tras la formación del Estado israelí, sería necesario reformar el judaísmo: "Necesitamos a alguien que haga por el judaísmo lo que el papa Juan XXIII ha hecho por la Iglesia católica". Herzl y Buber continuarían, en mutuo respeto y desacuerdo, trabajando por sus respectivos objetivos durante el resto de sus vidas. En 1902, Buber se convirtió en editor del semanario Die Welt, el órgano central del movimiento sionista. Sin embargo, un año más tarde se involucró con el movimiento judío Hasidic. Buber admiraba cómo las comunidades jasídicas actualizaban su religión en la vida cotidiana y en la cultura. En marcado contraste con las ajetreadas organizaciones sionistas, que siempre estaban dándole vueltas a cuestiones políticas, los hasidim se centraban en los valores que Buber había defendido durante mucho tiempo que adoptara el sionismo. En 1904, se retiró de gran parte de su trabajo organizativo sionista y se dedicó a estudiar y escribir, ya que ese mismo año publicó su tesis, Beiträge zur Geschichte des Individuationsproblems, sobre Jakob Böhme y Nikolaus Cusanus. 
En un ensayo de 1910 titulado "Él y nosotros", Buber se estableció a sí mismo y a Herzl como diametralmente opuestos en sus perspectivas sobre el sionismo. Buber describió a Herzl diciendo: "El impulso de actuar de la persona elementalmente activa (Elementaraktiver) es tan fuerte que le impide adquirir conocimientos por el mero hecho de conocer" y, según Buber, cuando una persona como Herzl es consciente de su judaísmo, "en él despierta la voluntad de ayudar a los judíos a los que pertenece, de conducirlos adonde puedan experimentar la libertad y la seguridad. Ahora hace lo que le dicta su voluntad No ve otra cosa" En ese mismo ensayo, Buber establecería un paralelismo entre Herzl y Baal Shem Tov, el fundador del jasidismo, argumentando que ambos buscan reinstaurar al pueblo judío, la diferencia viene en sus enfoques; Herzl afectando al cambio indirectamente a través de la historia mientras que Baal Shem Tov buscaba lograr la mejora directamente a través de la religión. 

### 1915-38: Desarrollo posterior

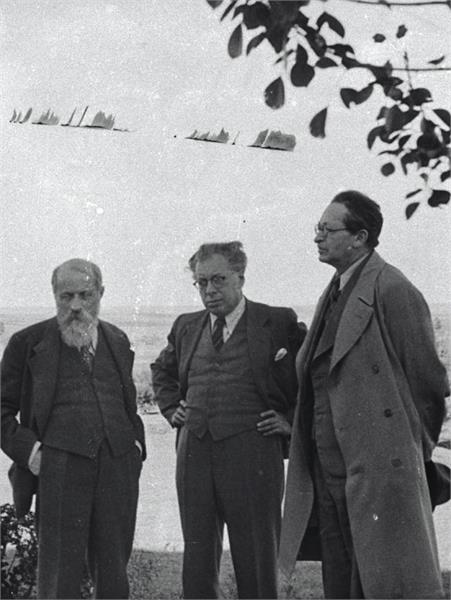
Martin Buber, Yitzhak Ben Zvi y Leo Herman en Jerusalén (1915).

Buber produjo múltiples escritos sobre el sionismo y el nacionalismo durante este período, ampliando ideas más amplias relacionadas con el sionismo. A la luz del estallido de la Primera Guerra Mundial, Buber participó en debates con su colega teólogo alemán Herrman Cohen en 1915 sobre la naturaleza del nacionalismo y el sionismo. Mientras que Cohen, cuyo argumento se basaba en principios mesiánicos, creía que una minoría judía era esencial para una identidad nacional alemana más amplia, Buber sostenía que "el judaísmo bien puede ser recogido en la humanidad mesiánica, para fundirse en ella; sin embargo, no consideramos que el pueblo judío deba desaparecer entre la humanidad contemporánea para que pueda surgir una humanidad mesiánica. "
Buber continuó explorando y desarrollando sus puntos de vista sobre el sionismo en estos años. Uno de sus escritos más notables es una carta a un profesor titulada "Conceptos y realidad" en 1916. En esta carta, Buber aborda las cuestiones del nacionalismo, el mesianismo y el hebreo dentro del movimiento sionista de la época. Buber sostenía que el nacionalismo no es un fenómeno natural, y que el sionismo es un movimiento centrado en la religiosidad, no en el nacionalismo. Sin embargo, según Buber, el movimiento mesiánico dentro del sionismo está oscurecido por quienes, en círculos judíos liberales y antisionistas, sostienen que el mesianismo necesita una diáspora. Sobre la importancia de la lengua hebrea, Buber creía que "el hebreo no es ante todo una lengua vernácula, sino la única lengua que puede absorber y expresar plenamente los sublimes valores del judaísmo".
A principios de la década de 1920, Martin Buber comenzó a abogar por una binacional Estado judío-árabe, afirmando que el pueblo judío debía proclamar "su deseo de vivir en paz y hermandad con el pueblo árabe, y de desarrollar la patria común hasta convertirla en una república en la que ambos pueblos tuvieran la posibilidad de desarrollarse libremente." Buber rechazaba la idea del sionismo como un movimiento nacional más, y en su lugar quería ver la creación de una sociedad ejemplar; una sociedad que no se caracterizara por la dominación judía de los árabes. Era necesario que el movimiento sionista llegara a un consenso con los árabes, aun a costa de que los judíos siguieran siendo minoría en el país. En 1925 participó en la creación de la organización Brit Shalom (Pacto de Paz), que abogaba por la creación de un Estado binacional, y durante el resto de su vida esperó y creyó que judíos y árabes vivirían algún día en paz en una nación conjunta.
En un ensayo de 1929 titulado "El hogar nacional y la política nacional en Palestina", Buber explora el derecho judío a la tierra de Israel antes de abordar la cuestión de las relaciones judeo-árabes. Según Buber, el derecho sionista a establecer un país en Israel tiene su origen en su antigua y ancestral conexión con la tierra, en el hecho de que los judíos han trabajado para cultivar la tierra en los últimos años, y en la perspectiva de futuro que ofrece un Estado judío como centro cultural para el judaísmo, pero también como modelo para crear una nueva organización social, haciendo referencia al surgimiento de los kibbutzim.  Buber pasa a discutir, en términos generales, la necesidad de la injusticia para sobrevivir, y lo enfoca a la perspectiva sionista escribiendo: "Es cierto que no puede haber vida sin injusticia. El hecho de que no haya criatura viviente que pueda vivir y prosperar sin destruir otro organismo existente tiene un significado simbólico en lo que respecta a nuestra vida humana. Pero el aspecto humano de la vida comienza en el momento en que nos decimos a nosotros mismos: No cometeremos más injusticias con los demás de las que nos vemos obligados a cometer para existir." Buber utiliza entonces esta perspectiva para argumentar a favor del Binacionalismo como medio para establecer una combinación de coexistencia potencial e independencia nacional.

### Post 1938: Opiniones sionistas de Israel y sionismo posterior a la independencia

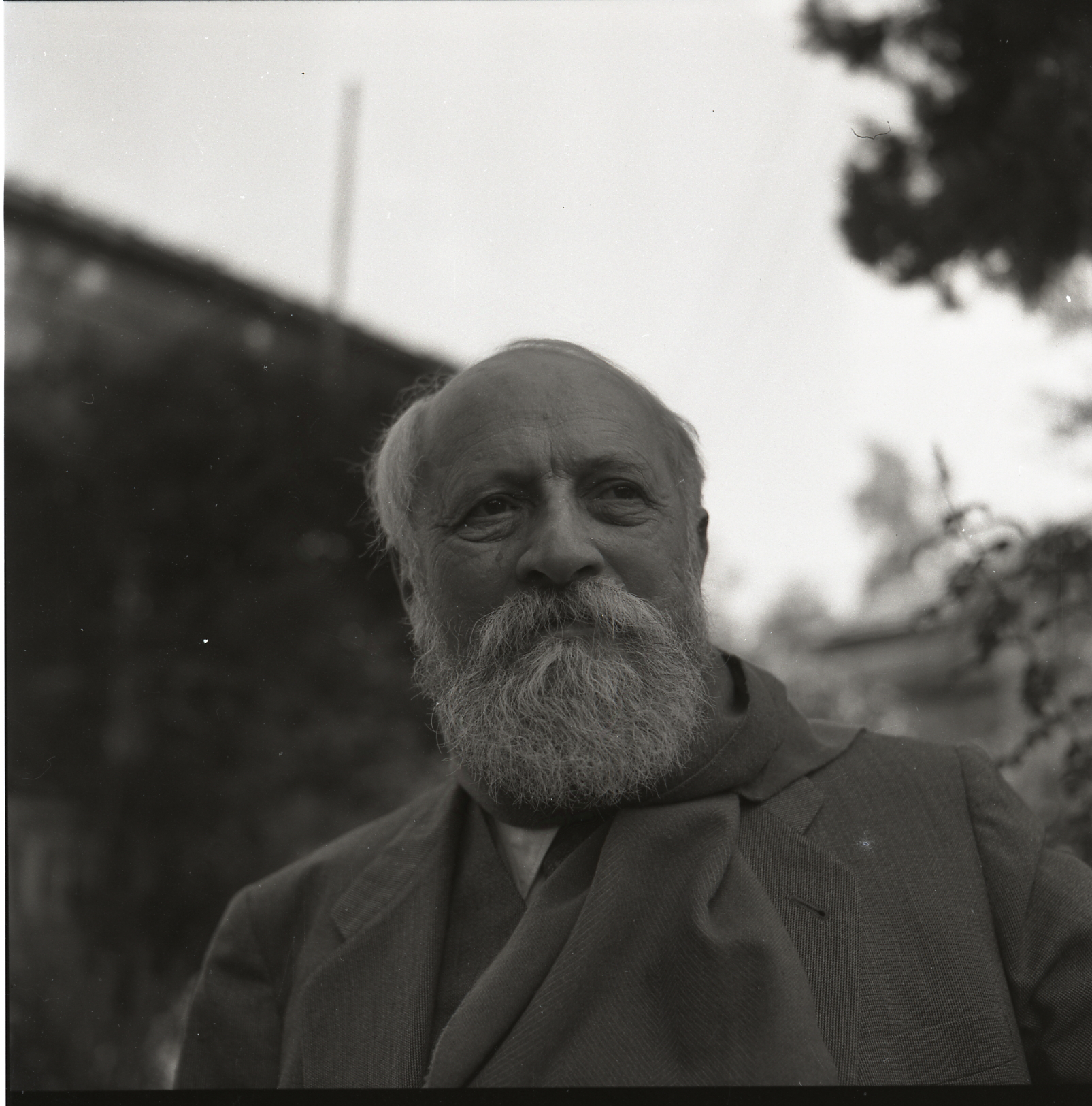
Martin Buber en Israel (1962)

Viviendo y escribiendo en Jerusalén, Buber aumentó su implicación política y continuó desarrollando sus ideas sobre el sionismo. En 1942 cofundó el partido Ihud, que defendía un programa binacionalista. No obstante, estuvo vinculado durante décadas de amistad a sionistas y filósofos como Chaim Weizmann, Max Brod, Hugo Bergman y Felix Weltsch, que fueron amigos íntimos suyos desde los viejos tiempos europeos en Praga, Berlín y Viena hasta la Jerusalén de los años cuarenta hasta los sesenta.
Buber evaluó las corrientes enfrentadas del sionismo cultural y político desde una perspectiva un tanto teleológica en un artículo de 1948 titulado "Sionismo y sionismo". Resume estas dos perspectivas contrapuestas como, por un lado, "el retorno y la restauración del verdadero Israel, cuyo espíritu y vida ya no existirían al lado del otro", y, por otro lado, como un proceso de "normalización", y que para ser "normal", una "nación necesita una tierra, un idioma y la independencia". Por lo tanto, sólo hay que ir a adquirir esas mercancías, y el resto se hará por sí solo"." Según Buber, a medida que los judíos e Israel consiguen ser una "nación normal", se pierde el impulso hacia un renacimiento espiritual y cultural, y la guerra que se libra por la estructura política amenaza con convertirse en una guerra por la supervivencia.  Tras el establecimiento de Israel en 1948, Buber abogó por la participación de Israel en una federación de estados de "Oriente Próximo" más amplia que sólo Palestina. Buber esboza este concepto en "Sionismo y sionismo". Para Buber, Israel tiene el potencial de servir de ejemplo para el "Cercano Oriente" como, en su perspectiva binacionalista, dos naciones independientes, cada una de las cuales podría mantener su propia identidad cultural, "pero ambas unidas en la empresa de desarrollar su patria común y en la gestión federal de los asuntos compartidos. Sobre la fuerza de ese pacto deseamos volver una vez más a la unión de las naciones de Oriente Próximo, construir una economía integrada en la de Oriente Próximo, llevar a cabo políticas en el marco de la vida de Oriente Próximo y, si Dios quiere, enviar de nuevo al mundo la "idea viva" desde Oriente Próximo." Durante este mismo periodo, Buber se mantuvo crítico con muchas políticas y líderes del nuevo gobierno israelí. Se mostró especialmente crítico con el trato a los refugiados árabes y no tuvo reparos en criticar a altos dirigentes como David Ben-Gurion, el primer primer ministro.

## Filosofía

### Yo-Tú

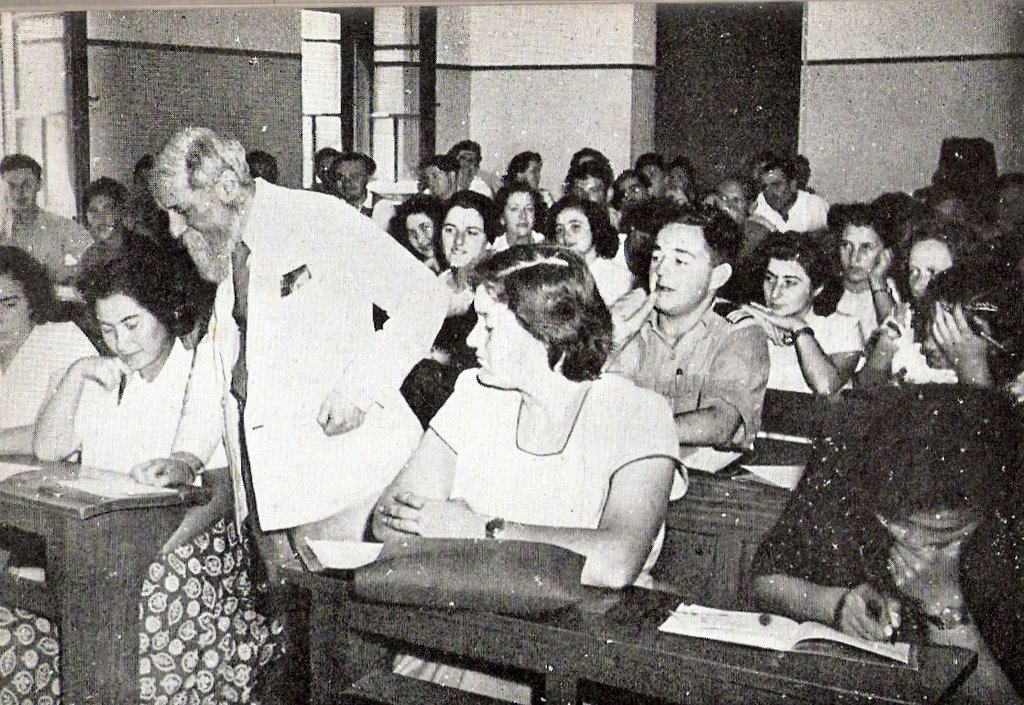
Martin Buber.

Ich und Du (Yo y Tú), escrito en 1923, es la obra de más éxito por su idea de la filosofía del diálogo. En su obra, el autor plasma las relaciones entre el Yo-Tú y Yo-Ello. El Yo-Tú detalla las relaciones entre el hombre y el mundo, describiéndolas como abiertas y de mutuo diálogo. En la relación Yo-Ello se debe interactuar necesariamente con el Yo-Tú. Pero este no es el objetivo, el propósito principal es, sin embargo, la relación entre el hombre y la eterna fuente del mundo, representada por Dios. Buber apoya que la presencia de Dios puede encontrarse en la existencia diaria.

### Comunicación interpersonal
El pensamiento de Buber constituye un aporte al amanecer de un nuevo humanismo. En contra de un mundo que se ha vuelto inhabitable para el hombre, Buber vio necesario resaltar los valores fundamentales de la vida humana y contribuyó a marcar claramente el origen y el destino de toda la existencia humana. La solidaridad, el respeto por el otro, la tolerancia, la no discriminación y el amor por el prójimo son aquellos valores indispensables que los seres humanos deben recuperar para alcanzar su destino: la comunión con Dios. Solo el camino del amor y de la tolerancia, vivida en todos los ámbitos de la vida humana (en la familia y en las instituciones civiles) permitirá que el hombre se plenifique (Ure, 2001). 
Esta visión de comunicación lleva implícita la noción de verdad. Esto quiere decir que, a partir del verdadero encuentro intersubjetivo, los seres vinculados en comunicación no deben mentirse con las palabras. En lo interpersonal hay verdad de encuentro y por ello debe haber manifestación –en los mensajes– de sinceridad. Buber indica una realidad que no ha sido suficientemente abordada por la filosofía clásica. Muestra un camino al iniciar un diálogo con el ser que fundamenta la comunicación interhumana. Estas experiencias de comunicación yo-tú son muy significativas para el que las vive; resultan difíciles de transmitir en palabras, sobre todo en su significado más profundo; marcan un sentido, una dirección en la vida, dan una claridad en el camino de cada uno y una vitalidad para seguirlo (Meca, 1984). 
Las ideas de Buber ayudan a mirar de otro modo la enseñanza de los valores, ¿cómo pensar en impartir cualquier escala axiológica, si no fuera dialógicamente? El logos, sacramento de muy delicada administración, solo se enseña en diálogo. Para el desarrollo de una axiología dialogada es necesaria la plena confianza en el maestro (Díaz, 2002). Solo puede enseñar y formar quien inspira confianza. No obstante, los conflictos entre maestro y discípulo no son evitables, ni deben ser evitados por principio, pero en el momento en que se presentan han de servir para que el alumno vencido asimile la derrota y encuentre en el maestro la palabra de cariño necesaria. Si el vencido es el profesor, la humildad se impone, sin caer en el masoquismo que destruya la necesaria confianza del alumno. Siempre es necesario compromiso en la verdad de la persona.
Según Buber el deber llama al judío a conectarse con el mundo, el ser humano es el cocreador con Dios en componer el mundo.

## Obra
- Los cuentos de Rabi Nachman (1907)
- La leyenda del Baal Shem (1908)
- Yo y tú (1923)
- Sobre el judaísmo (1923)
- ¿Que es el hombre? (Das Problem des Menschen, 1947)
- Caminos de Utopía (Pfade in Utopia, 1947)
- Entre el hombre y el hombre (1947)
- La fe profética (1950)
- Imágenes del bien y del mal (1952)
- El conocimiento del hombre (1967)

- Qué es el hombre?, Fondo de Cultura Económica, México, 1973.
- Caminos de utopía, Fondo de Cultura Económica, México, 1955.
- En la encrucijada, Sociedad Hebraica Argentina, Bs. As. 1955.
- Moisés, Ed. Lumen, Bs. As., 1994.
- Cuentos Jasídicos, Paidós, Barcelona, 1994.
- Ensayos sobre la crisis de nuestro tiempo, Ed. Milá, Bs. As., 1988.
- Yo y Tú, Ed. Nueva Visión, Bs. As. 1977.
- El humanismo hebreo y nuestro tiempo, Ed. Porteñas-AMIA, Bs. As., 1977.
- Sionismo y universalidad, Ed. Porteñas-AMIA, Bs. As., 1978.
- Eclipse de Dios, Nueva Visión, Bs. As., 1970.